# عبد الجبار الأزدي
عبد الجبار بن عبد الرحمن الأزدي ( 142هـ - 759م ) شخصية في صدر العهد العباسي ولاه المنصور إمرة خراسان سنة 140هـ.

## نسبه
هو عبد الجبار بن عبد الرحمن بن زيد بن قيل بن قيس بن زيد بن جابر بن رافد بن سبالة بن عامر بن عمرو بن كعب بن الغطريف بن بكر بن يشكر بن مبشر بن الصعب بن دهمان بن نصر الزهراني الأزدي.

## مقتله
ولى أبو جعفر عبد الجبار بن عبد الرحمن خراسان فقدمها فأخذ بها ناسا من القواد ذكر أنه اتهمهم بالدعاء إلى ولد علي بن أبي طالب. منهم مجاشع بن حريث الأنصاري صاحب بخارى، وأبو المغيرة مولى بنى تميم واسمه خالد بن كثير، وهو صاحب قوهستان. والحريش بن محمد الذهلي ابن عم أبى داود. فقتلهم وحبس الجنيد بن خالد بن هريم التغلبي، ومعبد بن الخليل المزني بعد ما ضربهما ضربا مبرحا، وحبس عدة من وجوه قواد أهل خراسان، وألح على استخراج ما على عمال أبى داود من بقايا الأموال، فولى المنصور ابنه محمدا العهد من بعده، ودعاه: بالمهدي، وولاه بلاد خراسان، وعزل عنها عبد الجبار بن عبد الرحمن، وذلك أنه قتل خلقا من شيعة الخليفة، فشكاه المنصور إلى أبي أيوب كاتب الرسائل فقال:
"يا أمير المؤمنين! اكتب إليه ليبعث جيشا كثيفا إلى من خراسان إلى غزو الروم، فإذا خرجوا بعثت إليه من شئت فأخرجوه من بلاد خراسان ذليلا."
فكتب إليه المنصور بذلك، فرد الجواب: بأن بلاد خراسان قد عاثت بها الأتراك، ومتى خرج منها جيش خيف عليها وفسد أمرها. فقال المنصور لأبي أيوب: ماذا ترى؟ قال: فاكتب إليه: إن بلاد خراسان أحق بالمدد لثغور المسلمين من غيرها، وقد جهزت إليك بالجنود. فكتب إليه أيضا: إن بلاد خراسان ضيقة في هذا العام أقواتها، ومتى دخلها جيش أفسدها. فقال الخليفة لأبي أيوب: ماذا تقول؟ فقال: يا أمير المؤمنين! هذا رجل قد أبدى صفحته وخلع فلا تناظره. فحينئذ بعث المنصور ابنه محمدا المهدي ليقيم بالري، فبعث المهدي بين يديه خازم بن خزيمة التميمي مقدمة إلى عبد الجبار، فما زال به يخدعه ومن معه حتى هرب من معه وأخذوه هو فأركبوه بعيرا محولا وجهه إلى ناحية ذنب البعير. وسيروه كذلك في البلاد حتى أقدموه على المنصور ومعه ابنه وجماعة من أهله، فضرب المنصور عنقه.